# Huevo del palacio de Gatchina
El huevo del palacio de Gatchina es uno de los huevos imperiales de Fabergé, un huevo de Pascua enjoyado que el último zar de Rusia, Nicolás II, le regaló a su madre, la emperatriz viuda María, en 1901.
Fue fabricado en San Petersburgo bajo la supervisión de Mijaíl Perjin, por encargo del joyero ruso Peter Carl Fabergé.

## Propietarios

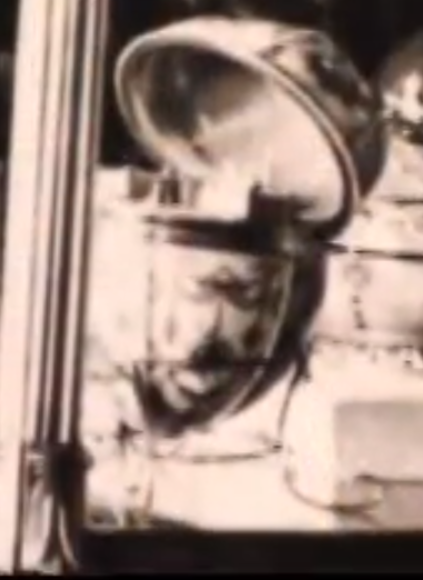
El huevo en 1902 con su soporte original, luego perdido.

Le pagaron 5.000 rublos por la obra. El huevo permaneció hasta 1917 en el Palacio Anichkov. En 1920, el dueño del huevo era Alexander Polovtsov, un ex empleado del palacio de Gatchina que luego abrió una tienda de antigüedades en París; no se sabe cómo el Sr. Polovtsov obtuvo el huevo.
En 1930 el huevo fue vendido, junto con el Huevo enrejado de rosas de 1907, a Henry Walters y en 1931, a su muerte, pasó a formar parte de la Colección del Museo de Arte Walters. En 1936, los dos huevos imperiales de Fabergé se exhibieron en el Museo de Arte Walters en Baltimore, donde se encuentran en exhibición permanente desde 1952.

## Descripción
El huevo dorado está cubierto con varias capas de esmalte blanco translúcido sobre un fondo guilloché pintado con un delicado diseño de rosas rosadas y guirnaldas de hojas verdes y doradas atadas con lazos de cintas rojas en una variedad de festones.
Filas de perlitas dividen el huevo en doce paneles: verticalmente en seis cuñas y horizontalmente a lo largo del borde de la abertura. En los dos extremos hay diamantes tallados en placas delgadas, probablemente para cubrir el monograma de la emperatriz viuda arriba y el año del regalo abajo, que se eliminaron en algún momento posterior. El interior está forrado en terciopelo color crema.

### Sorpresa

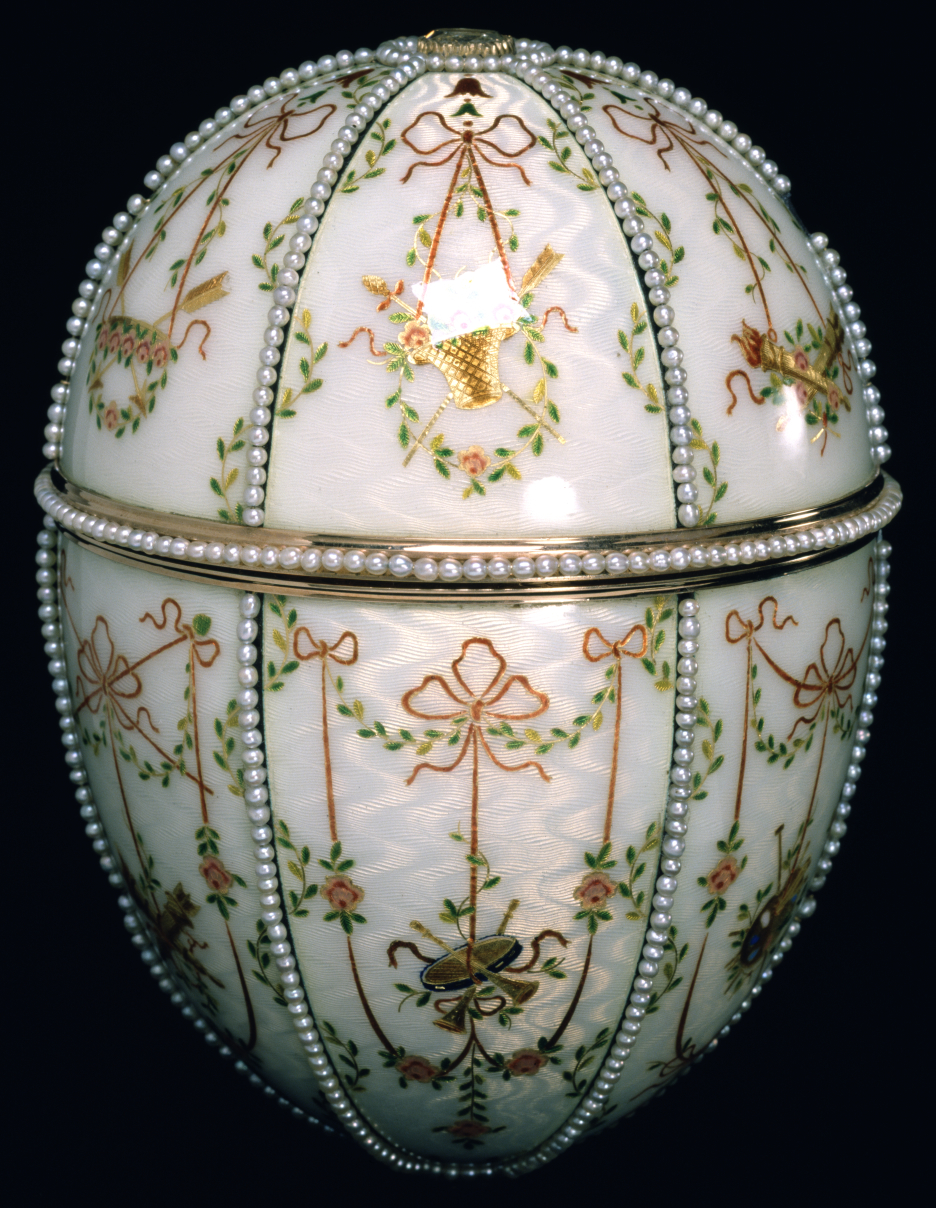
El huevo cerrado.

El huevo se abre para revelar una reproducción en miniatura, en oro de cuatro colores, de la principal residencia de invierno de la emperatriz viuda: el palacio construido en Gatchina, un pueblo a 45 kilómetros al suroeste de San Petersburgo, para el conde Grigori Grigorievic Orlov y posteriormente adquirido por el zar Pablo I.
La pequeña réplica también reproduce con detalle el entorno del palacio, con cañones, una bandera, una estatua de Pablo I y elementos del paisaje.
El palacio en miniatura no está fijo dentro del huevo y se puede sacar, como el Huevo del palacio de Alejandro de 1908, que Fabergé creó para la zarina Alejandra Fiodorovna.